# Anton Zeilinger
Anton Zeilinger és físic teòric i experimental. Va estudiar física i matemàtiques a la Universitat de Viena. Es va doctorar el 1971 amb una tesi sobre física de neutrons. Zeilinger ha estat professor de l'Institut de Tecnologia de Massachusetts (MIT), de la Universitat Tècnica de Múnic, de la Universitat Tècnica de Viena, de la Universitat d'Innsbruck i del Col·legi de França de París. Actualment és director científic de l'Institut d'Òptica i Informació Quàntiques (IQOQI) i degà de la Universitat de Viena.
El seu equip va ser el primer a comprovar una interferència quàntica entre macromolècules. És un dels «pares» en els estudis pioners sobre la teleportació. Des dels anys noranta investiga les partícules lluminoses entrellaçades i el seu ús per transmetre informació quàntica (l'anomenat teletransport o teleport). Ha fet grans contribucions a la física quàntica, i una de les més importants va ser el teletransport de dos fotons d'una banda a l'altra del Danubi, per mitjà de dues màquines que s'anomenen Alice i Bob (com és tradició en tots els experiments que s'han anat fent de teletransport fins a l'actualitat.